# Roomful of Blues
Roomful of Blues is een Amerikaanse blues- en swingband uit Rhode Island. Met een opnamecarrière van meer dan 50 jaar hebben ze wereldwijd getoerd en veel albums opgenomen. Sinds 1967 heeft de mix van swing, rock-'n-roll, jump blues, boogiewoogie en soul vijf Grammy Award-nominaties en vele andere onderscheidingen opgeleverd, waaronder zeven Blues Music Awards (met een overwinning als Blues Band Of The Year in 2005 ). De DownBeat International Critics Poll heeft Roomful of Blues tweemaal verkozen tot «Best Blues Band».
Roomful of Blues is momenteel een achtkoppige groep onder leiding van gitarist Chris Vachon en met de oude tenor- en altsaxofonist Rich Lataille. In 2010 nam zanger Phil Pemberton de zang over, ter vervanging van Dave Howard. Recente leden zijn trompettist Carl Gerhard, bassist John Turner en drummer Chris Rivelli, samen met oud lid bariton en tenorsaxofonist Mark Earley. Toetsenist Travis Colby verliet de band eind 2012 om zijn muziekcarrière in een andere richting voort te zetten, en Rusty Scott speelt nu op keyboards. In de loop der jaren zijn er maar liefst 48 Roomful of Blues-leden geweest.

## Bezetting
Bandleden (2010)
- Chris Vachon (gitaar)
- Phil Pemberton (zang)
- Bryan 'Frankie' Rizzuto (bas, basgitaar)
- Ephraim Lowell (drums)
- Travis Colby (e-piano, hammondorgel)
- Rich Lataille (tenor-/altsaxofoon) (enig overgebleven lid uit de originele bezetting)
- Doug Wolverton (trompet)
- Mark Earley (bariton/tenorsaxofoon)

Voormalige bandleden
- Sugar Ray Norcia (zang, mondharmonica)
- Duke Robillard (gitaar)
- Ronnie Earl (gitaar)
- Lou Ann Barton (zang)

en vele anderen

## Geschiedenis
Roomful of Blues werd opgericht in 1967 in Westerly, Rhode Island, toen gitarist Duke Robillard en pianist Al Copley een band begonnen die keiharde, ongedwongen chicagoblues speelde. Ze begonnen al snel met het verkennen van de swingende, jumping blues, r&b en jazz van de jaren 1940 en 1950 en voegden in 1970 een blazerssectie toe (inclusief Rich Lataille). Ze vestigden een trouwe fanbase in New England. In 1974 traden ze op met Count Basie en in 1977 produceerde de legendarische songwriter Doc Pomus hun eerste titelloze debuutalbum met coproducent Joel Dorn bij Island Records (heruitgegeven op Hyena Records als The First Album) dat hun landelijke aandacht opleverde.
Oprichtend lid Duke Robillard verliet de band in 1980 en gitarist Ronnie Earl verving hem. Zangeres Lou Ann Barton voegde zich op dat moment bij de band en deelde de zang met saxofonist Greg Piccolo. Inmiddels toerde de band door het hele land en trok almaar meer publiek. Roomful nam in de jaren 1980 Hot Little Mama op voor hun eigen label Blue Flameen twee succesvolle albums voor het label Varrick. In 1994 brachten ze Dance All Night uit, hun eerste met gitarist Chris Vachon (die in 1990 bij de band kwam) en mondharpist/zanger Sugar Ray Norcia. Hun Grammy-genomineerde album Turn It On! Turn It Up! uit 1995, een mix van bigbandswing en rock-'n-roll, bracht de band zijn grootste radio- en verkoopsucces tot nu toe. In 1997 vond een aanzienlijk personeelsverloop plaats, met het vertrek van vijf leden. Sugar Ray Norcia, toetsenist Matt McCabe, bassist 'Doc' Grace, baritonsaxofonist Doug 'Mr. Low' James en trombonist Carl Querfurth vertrokken en werden vervangen door respectievelijk zanger McKinley 'Mac' Odom, toetsenist Al Weisman, bassist Marty Ballou, baritonsaxofonist Kevin May en trombonist/bastrombonist John Wolf. Deze editie van Roomful of Blues bracht in 1998 There Goes the Neighborhood uit bij Rounder Records-dochter Bullseye Blues. Roomful of Blues sloot zich aan bij het in Chicago gevestigde Alligator Records met het Grammy-genomineerde That's Right! in 2003, gevolgd door Standing Room Only in 2005, Raisin' A Ruckus in 2008, Hook, Line & Sinker in 2011 en 45 Live! in 2013.
Naast hun bandopnames ondersteunde Roomful of Blues vaak muzikanten als Jimmy Witherspoon, Jimmy McCracklin, Roy Brown, Joe Turner, Eddie 'Cleanhead' Vinson en Earl King - sterren uit het jumpbluescircuit van de jaren 1940 en 1950. Roomful of Blues nam in de jaren 1980 albums op met Joe Turner, Eddie Vinson en Earl King en alle drie de opnamen werden genomineerd voor een Grammy. Ze speelden met rockster Pat Benatar op haar bluesalbum True Love uit 1991. Roomful of Blues ondersteunde ook vele andere artiesten, onder wie de Canadese ster Colin James op zijn dubbel platina album (in Canada) Colin James and the Little Big Band en Stevie Ray Vaughan op zijn album Live At Carnegie Hall uit 1984 bij Epic.
Door de jaren heen heeft Roomful of Blues talloze optredens gedaan en op vele grote festivals gespeeld, waaronder The San Francisco Blues Festival, The King Biscuit Blues Festival, The Beale Street Music Festival, Blues On The Fox, Illinois Blues Festival, Kansas City Blues Festival, Monterey Blues Festival, Santa Cruz Blues Festival en in het buitenland op het North Sea Jazz Festival, het Stockholm Jazz Festival, het Montreux Jazz Festival, Notodden Festival en het Belgian Rhythm & Blues Festival. Ze hebben opgetreden met de bluessterren B.B. King, Otis Rush en Stevie Ray Vaughan en de rockers Eric Clapton en Carlos Santana. De band toerde vrijwel non-stop, bezocht steden van kust tot kust en reisde naar Spanje, Italië, Frankrijk, Portugal, Zwitserland, Turkije en Rusland.

## Discografie

### Studioalbums
- 1978: Roomful of Blues (Island Records), in 2003 opnieuw uitgebracht
- 1979: Let's Have a Ball (Mango)
- 1980: Hot Little Mama (Varrick)
- 1982: Eddie 'Cleanhead' Vinson & A Roomful of Blues (Muse)
- 1983: Blues Train (met Big Joe Turner en Dr. John) (Muse Records)
- 1984: Dressed Up to Get Messed Up (Varrick)
- 1986: Glazed (met Earl King) (Black Top)
- 1994: Dance All Night (Bullseye Blues)
- 1995: Turn It On! Turn It Up! (Bullseye Blues)
- 1995: Rhythm & Bones (met Porky Cohen) (Bullseye Blues)
- 1997: Under One Roof (Bullseye Blues)
- 1997: Roomful of Christmas (Bullseye Blues)
- 1998: There Goes the Neighborhood (Bullseye Blues)
- 2001: Watch You When You Go (Bullseye Blues)
- 2003: That's Right! (Alligator)
- 2005: Standing Room Only (Alligator)
- 2008: Raisin' a Ruckus (Alligator Records)
- 2011: Hook, Line & Sinker

### Livealbums
- 1987: Live at Lupo's Heartbreak Hotel (Varrick)
- 2002: Live at Wolf Trap
- 2013: 45 Live

### Compilaties
- 1999: Swingin' & Jumpin’ (songs van de jaren 1970) (32 Jazz Records)
- 2000: The Blues Will Make You Happy (songs van 1981 tot 1998) (Rounder Records)